# David J. Asher
David John Asher, né en 1966 à Édimbourg est un astronome britannique.

## Carrière
Asher a étudié à l'université de Cambridge, d'Oxford et d'Édimbourg. Il a travaillé pour divers centres de recherche en Australie et au Japon, et travaille actuellement pour l'observatoire d'Armagh, en Irlande du Nord.
Il est connu en particulier pour ses recherches sur les pluies de météores réalisées en collaboration avec Robert H. McNaught. D'après le Centre des planètes mineures, il a découvert 10 astéroïdes.
L'astéroïde aréocroiseur (6564) Asher a été nommé en son honneur.

## Astéroïdes découverts
| (9084) Achristou     | 3 février 1995   |
| (10369) Sinden       | 8 février 1995   |
| (12395) Richnelson   | 8 février 1995   |
| (15834) McBride      | 4 février 1995   |
| (16693) Moseley      | 26 décembre 1994 |
| (22403) Manjitludher | 5 juin 1995      |
| (26891) Johnbutler   | 7 février 1995   |
| (37678) McClure      | 3 février 1995   |
| (42531) McKenna      | 5 juin 1995      |
| (58345) Moomintroll  | 7 février 1995   |